# Don Pedro (Schiff)
Die Don Pedro war ein spanisches RoRo-Schiff, das 2007 auf dem Weg nach Valencia vor Ibiza auf Grund lief, sank und Öl freisetzte.
Das 1983 für die Reederei Compania Iscomar S.A. in der Werft Astilleros del Atlantico S.A. in Santander gebaute Kombinationsschiff für den Transport von LKWs und Containern wies bei 8.762 Tonnen die Maße von 116,36 m Länge und 18,36 m Breite bei einem Tiefgang von 6,35 m auf.
Es lief in der Nacht vom 10. auf den 11. Juli 2007 in einer Entfernung von 2 km vor der Hafeneinfahrt von Ibiza auf ein Felsenriff und sank. Die 18 Besatzungsmitglieder und zwei Passagiere wurden gerettet. Bei dem Unglück wurden ca. 150 t Heiz- und 50 t Bunkeröl freigesetzt, die die Strände auf der Ferieninsel verschmutzten.
Das Wrack liegt in einer Wassertiefe von 40 m (Position 38° 32′ N, 1° 16′ O). Heute ist das Wrack beliebtes Ziel für Sporttaucher.